# デプシペプチド
デプシペプチド (depsipeptide) は、一つ以上のアミド (-CONHR-) 結合がエステル (COOR) 結合に置換されたペプチドである。
デプシペプチドは、タンパク質フォールディングの動力学および熱力学における水素結合ネットワークの重要性を検証するための研究でしばしば使用されてきた。デプシペプチドはまた、自然界において天然物としても見出される。一つの例としては、バンコマイシン耐性バクテリアの細胞壁構築要素中に発見されたL-Lys-D-Ala-D-Lacモチーフがある。アミド結合がエステル結合に変異したことにより、バンコマイシンの活性の鍵である、水素結合ネットワークが損われている。

## 医薬品

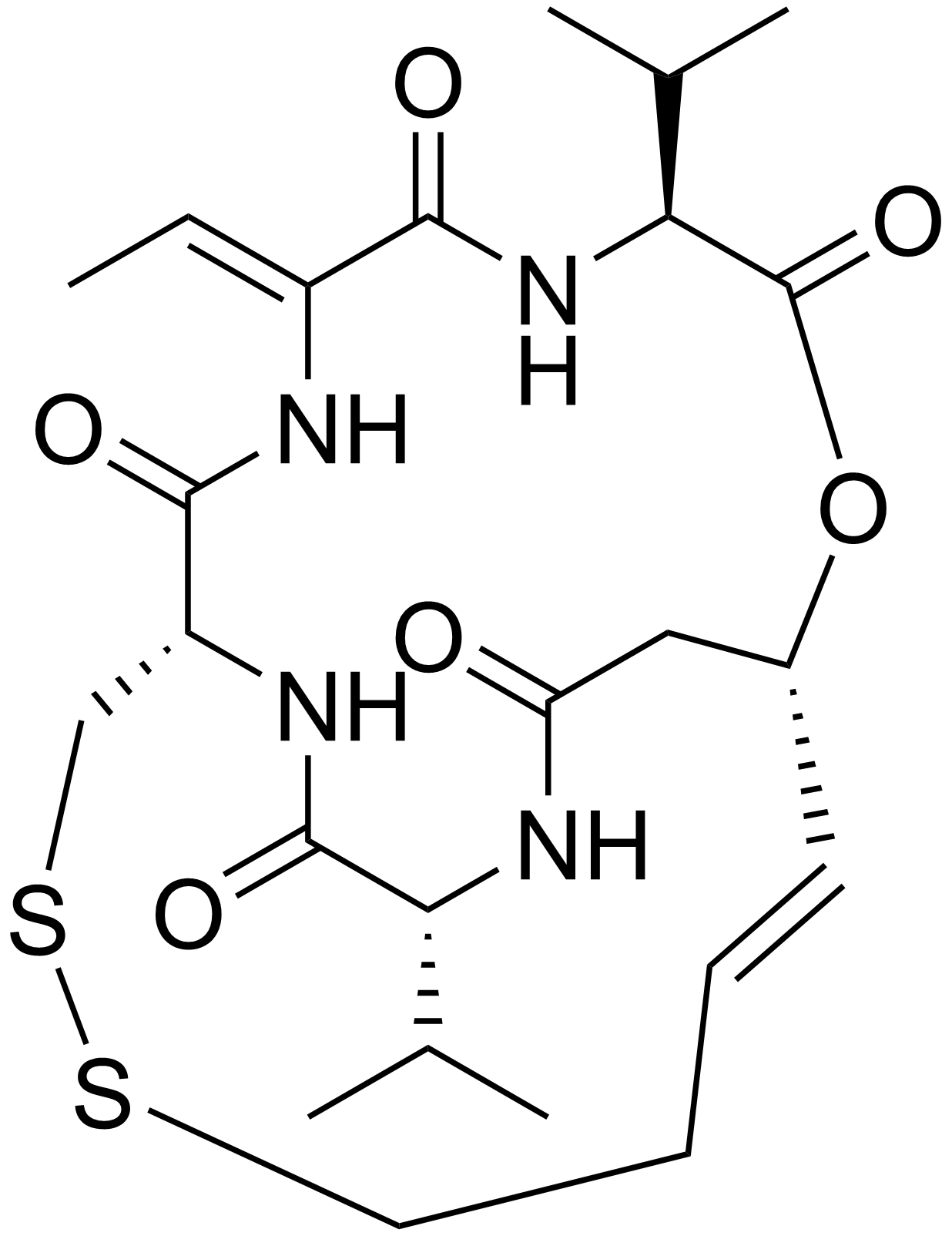
ロミデプシンの構造

医薬品として「デプシペプチド」は、二環性ペプチド構造を持つヒストンデアセチラーゼ阻害剤であるNSC 630176も意味する。NSC 630176は、藤沢薬品工業によってChromobacterium violaceumから発酵産物として初めて単離された。この化合物はFK-228およびロミデプシンとしても知られている。ロミデプシンはサイレンス化された遺伝子を再活性化すると考えられており、いくつかのがんに対する治療薬として臨床試験が行われている。
1990年に、ロミデプシンが遺伝子発現において有用な役割を有していることが明らかになり、1996年には、T細胞リンパ腫に対する臨床試験が行われた。
海洋放線菌から単離されたデプシペプチドの一種であるエタマイシン（etamycin）は、メチシリン耐性黄色ブドウ球菌 (MRSA) に対して、in vitroおよびマウスにおいて強力な活性を示す。
その他の天然デプシペプチドヒストン脱アセチル化酵素 (HDAC) 阻害剤としては、スピルコスタチンA (Spiruchostatin A) がある。